# Etheostoma autumnale
Etheostoma autumnale is een straalvinnige vissensoort uit de familie van de echte baarzen (Percidae). De wetenschappelijke naam van de soort is voor het eerst geldig gepubliceerd in 2010 door Mayden.